# Opius cinctus
Opius cinctus är en stekelart som beskrevs av Léon Abel Provancher 1886. Opius cinctus ingår i släktet Opius och familjen bracksteklar. Inga underarter finns listade i Catalogue of Life.